# Metaleptobasis
Metaleptobasis – rodzaj ważek z rodziny łątkowatych (Coenagrionidae).

## Podział systematyczny
Do rodzaju należą następujące gatunki:

- Metaleptobasis amazonica Sjöstedt, 1918
- Metaleptobasis bicornis (Selys, 1877)
- Metaleptobasis bovilla Calvert, 1907
- Metaleptobasis brevicauda von Ellenrieder, 2013
- Metaleptobasis brysonima Williamson, 1915
- Metaleptobasis daiglei von Ellenrieder, 2022
- Metaleptobasis diceras (Selys, 1877)
- Metaleptobasis falcifera von Ellenrieder, 2013
- Metaleptobasis foreli Ris, 1918
- Metaleptobasis furcifera von Ellenrieder, 2013
- Metaleptobasis gabrielae von Ellenrieder, 2013
- Metaleptobasis gibbosa Tennessen, 2012
- Metaleptobasis guillermoi von Ellenrieder, 2013
- Metaleptobasis inermis von Ellenrieder, 2013
- Metaleptobasis knopfi Tennessen, 2012
- Metaleptobasis leniloba von Ellenrieder, 2013
- Metaleptobasis lillianae Daigle, 2004
- Metaleptobasis longicauda von Ellenrieder, 2013
- Metaleptobasis mauffrayi Daigle, 2000
- Metaleptobasis minteri Daigle, 2003
- Metaleptobasis orthogonia von Ellenrieder, 2013
- Metaleptobasis paludicola von Ellenrieder, 2013
- Metaleptobasis panguanae von Ellenrieder, 2013
- Metaleptobasis peltata von Ellenrieder, 2013
- Metaleptobasis prostrata von Ellenrieder, 2013
- Metaleptobasis quadricornis (Selys, 1877)
- Metaleptobasis selysi Santos, 1956
- Metaleptobasis silvicola von Ellenrieder, 2013
- Metaleptobasis spatulata von Ellenrieder, 2013
- Metaleptobasis tridentigera von Ellenrieder, 2013
- Metaleptobasis truncata von Ellenrieder, 2013
- Metaleptobasis turbinata von Ellenrieder, 2013